# توماش تشيفكا

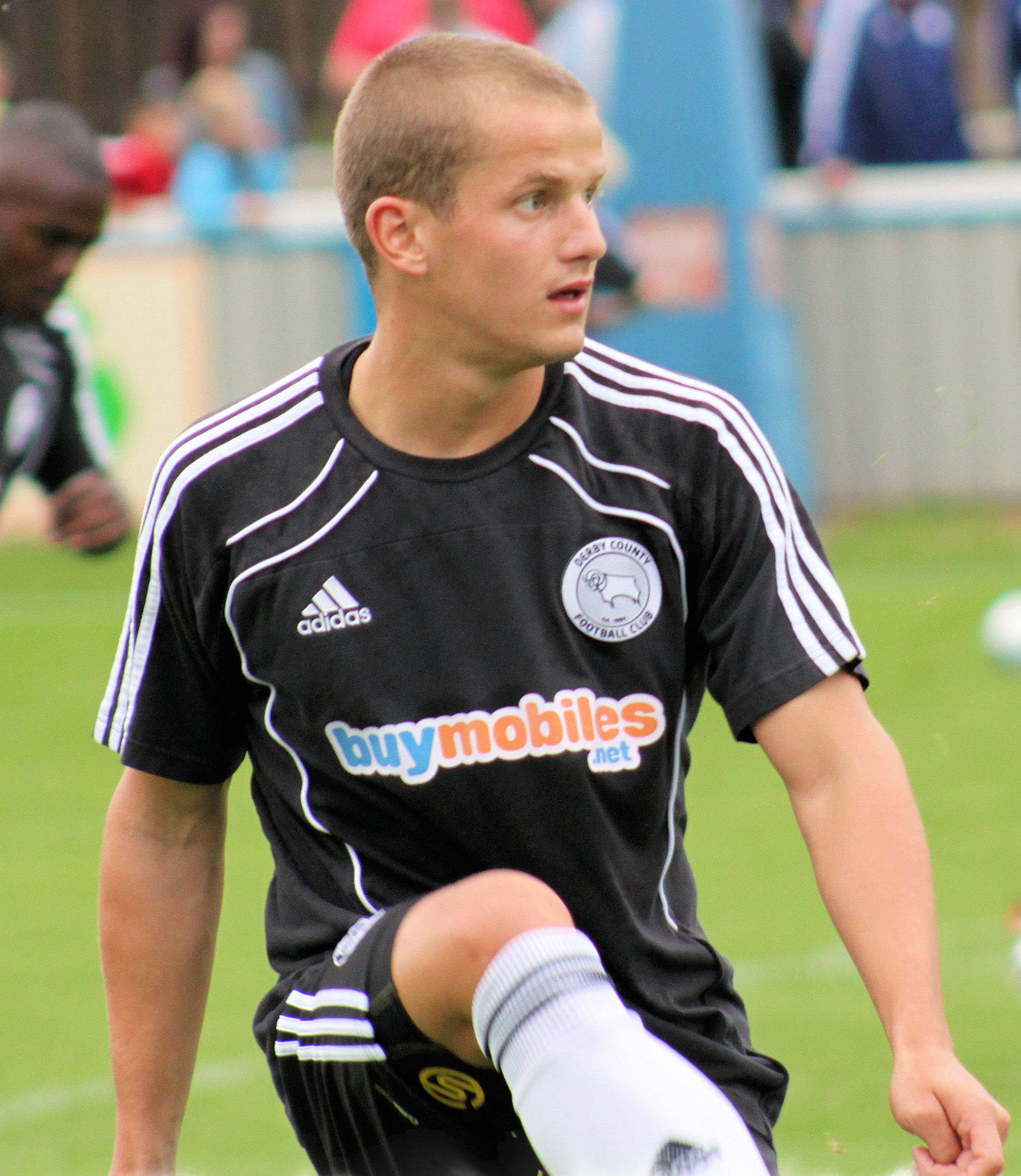

توماش تشيفكا (بالبولندية: Tomasz Cywka)‏ (مواليد 27 يونيو 1988 في غليفيتشي - بولندا) لاعب كرة قدم بولندي يلعب حاليا لصالح نادي الدرجة الممتازة ويجان أتلتيك الإنجليزي منذ 2006 في مركز الوسط المحوري .

## روابط خارجية
- توماش تشيفكا على موقع قاعدة بيانات كرة القدم.إي يو (الإنجليزية)
- توماش تشيفكا على موقع Soccerbase.com (لاعب) (الإنجليزية)
- توماش تشيفكا على موقع Soccerway.com (الإنجليزية)
- توماش تشيفكا على موقع كووورة